# Felinae
Felinae, mindre kattdjur, är en underfamilj av familjen kattdjuren. Till de små kattdjuren förs, förutom vildkatten och dess underarter, lodjur och puma samt flera andra arter. I motsats till de stora kattdjuren kan arterna i underfamiljen inte ryta på grund av att deras tungben är fast.
De första arterna som räknas till underfamiljen uppkom för cirka 16 miljoner år sedan under miocen. Fossil av dessa arter hittades i Europa, Afghanistan, Kina, Marocko, Turkiet och USA.
Med undantag av storleken och tungbenet har underfamiljens arter nästan samma kroppsbyggnad som arterna i underfamiljen Pantherinae. Dessutom är likheterna mellan de ingående arter stora. Därför är det ofta problematiskt att tillskriva ett upphittad skelett till rätt art. Många detaljer som kraniets konstruktion har inte mycket förändrats under flera miljoner år. Därför används främst molekylärgenetiska undersökningar för utredningen hur upphittade fossil är släkt med de nu levande arterna. Även dessa studier ger inga entydiga resultat och utvecklingslinjerna (kladerna) presenteras under förbehåll.
En klad utgörs av Borneoguldkatt-gruppen med släktena Catopuma och Pardofelis. Gruppen antas vara systertaxon till lodjursgruppen (släktet Lynx) och de hade antagligen en gemensam anfader för 8,5 till 7,5 miljoner år sedan. Som en tredje klad utpekas ökenlo-gruppen med släktena Caracal och Leptailaurus. Gruppen uppkom för 10 miljoner år sedan eller lite tidigare i Afrika. Kanske ingår några utdöda kattdjur från Europa i gruppen. Den fjärde kladen är ozelot-gruppen (släktet Leopardus och utdöda släkten) som förekommer i Amerika. Enligt uppskattningar uppkom gruppen för 8 miljoner år sedan i Nordamerika. För cirka 3 miljoner år sedan vandrade gruppens medlemmar till Sydamerika efter uppkomsten av Panamanäset. Däremot kan denna teori inte bekräftas med fossil. Fossil som tillskrivs gruppen är inte äldre än 0,8 miljoner år. Den femte kladen antas vara puma-gruppen med puma, jaguarundi och gepard som kvarvarande arter. Gruppen uppkom troligtvis för 6,7 miljoner år sedan i Eurasien. Pumans och jaguarundins förfäder nådde Nordamerika för cirka 4,9 miljoner och sedan och gepardens anfader vandrade till Afrika. Under pleistocen var pumans population i Nordamerika utdöd liksom andra stora däggdjur. Den sjätte kladen är katterna (släkte Felis) och den sjunde kladen är en grupp med släktena Prionailurus och Otocolobus.

## Släkten och arter
Underfamiljens taxonomi beskrivs inte enhetlig av zoologerna. Till exempel räknas arterna i puma-gruppen ibland till Felinae (som här) och ibland till en egen underfamilj Acinonychinae.
Följande lista är enligt IUCN som huvudsakligen grundar sig på standardverket Mammal Species of the World.
- Acinonyx
  - Gepard (Acinonyx jubatus)
- Caracal
  - Ökenlo (Caracal caracal)
  - Afrikansk guldkatt (Caracal aurata syn. Profelis aurata)
- Catopuma
  - Borneoguldkatt (Catopuma badia)
  - Asiatisk guldkatt (Catopuma temminckii)
- Katter (Felis)
  - Kinesisk ökenkatt (Felis bieti)
  - Djungelkatt (Felis chaus)
  - Sandkatt (Felis margarita)
  - Svartfotad katt (Felis nigripes)
  - Vildkatt (Felis silvestris)
    - Tamkatt (domesticerad vildkatt) (Felis silvestris catus)
    - Europeisk vildkatt (Felis silvestris silvestris)
    - Asiatisk vildkatt (Felis silvestris ornata)
    - Falbkatt (Felis silvestris lybica)
- Herpailurus
  - Jaguarundi (Herpailurus yaguarondi)
- Leopardus
  - Pampaskatt (Leopardus colocolo syn. Oncifelis colocolo)
  - Geoffroys katt (Leopardus geoffroyi syn. Oncifelis geoffroyi)
  - Kodkod (Leopardus guigna syn. Oncifelis guigna)
  - Andisk katt (Leopardus jacobita syn. Oreailurus jacobita)
  - Ozelot (Leopardus pardalis)
  - Dvärgtigerkatt Leopardus tigrinus
  - Margay Leopardus wiedii
- Leptailurus
  - Serval (Leptailaurus serval)
- Lynx
  - Kanadensiskt lodjur (Lynx canadensis)
  - Europeiskt lodjur (Lynx lynx)
  - Iberisk lo (panterlo) (Lynx pardina/pardinus)
  - Rödlo (Lynx rufus)
- Otocolobus
  - Pallas katt (Manul) (Otocolobus manul)
- Pardofelis
  - Marmorkatt (Pardofelis marmorata), ingår ibland i Pantherinae
- Prionailurus
  - Leopardkatt (Prionailurus bengalensis)
    - Iriomotekatt (Prionailurus bengalensis ssp. iriomotensis)

  - Platthuvudkatt (Prionailurus planiceps)
  - Rostfläckig katt (Prionailurus rubiginosus)
  - Fiskarkatt (Prionailurus viverrinus)
  - Prionailurus iriomotensis
- Puma
  - Puma (Puma concolor)